# Глен-Аллен (Міссурі)
Глен-Аллен (англ. Glen Allen) — селище (англ. village) в США, в окрузі Боллінджер штату Міссурі. Населення — 57 осіб (2020).

## Географія
Глен-Аллен розташований за координатами 37°19′1″ пн. ш. 90°1′41″ зх. д. / 37.31694° пн. ш. 90.02806° зх. д. (37.316993, -90.028133).  За даними Бюро перепису населення США в 2010 році селище мало площу 0,15 км², з яких 0,15 км² — суходіл та 0,00 км² — водойми.

## Демографія
Згідно з переписом 2010 року, у місті мешкало 85 осіб у 35 домогосподарствах у складі 26 родин. Густота населення становила 566 осіб/км².  Було 49 помешкань (326/км²).
Расовий склад населення:
| - 96,5 % — білих - 1,2 % — чорних або афроамериканців |

До двох чи більше рас належало 2,4 %. Частка іспаномовних становила 0,0 % від усіх жителів.
За віковим діапазоном населення розподілялося таким чином: 21,2 % — особи молодші 18 років, 60,0 % — особи у віці 18—64 років, 18,8 % — особи у віці 65 років та старші. Медіана віку мешканця становила 39,9 року. На 100 осіб жіночої статі у місті припадало 88,9 чоловіків;  на 100 жінок у віці від 18 років та старших — 81,1 чоловіків також старших 18 років.
Середній дохід на одне домашнє господарство  становив 36 103 долари США (медіана — 34 250), а середній дохід на одну сім'ю — 37 011 долар (медіана — 50 750). За межею бідності перебувало 22,0 % осіб, у тому числі 18,5 % дітей у віці до 18 років та 18,8 % осіб у віці 65 років та старших.
Цивільне працевлаштоване населення становило 32 особи. Основні галузі зайнятості: будівництво — 50,0 %, науковці, спеціалісти, менеджери — 21,9 %, освіта, охорона здоров'я та соціальна допомога — 21,9 %.